# Сан Нацарио (Кунео)
Сан Нацарио је насеље у Италији у округу Кунео, региону Пијемонт.
Према процени из 2011. у насељу је живело 53 становника. Насеље се налази на надморској висини од 333 м.